# Panipt Taraf Makhdum Zadgan
Panipt Taraf Makhdum Zadgan é uma vila no distrito de Panipat, no estado indiano de Haryana.

## Demografia
Segundo o censo de 2001, Panipt Taraf Makhdum Zadgan tinha uma população de 35 150 habitantes. Os indivíduos do sexo masculino constituem 55% da população e os do sexo feminino 45%. Panipt Taraf Makhdum Zadgan tem uma taxa de literacia de 51%, inferior à média nacional de 59,5%: a literacia no sexo masculino é de 60% e no sexo feminino é de 40%. Em Panipt Taraf Makhdum Zadgan, 18% da população está abaixo dos 6 anos de idade.

## Referência
1. ↑  «INDIA: Haryana». City Population. 1 de janeiro de 2017. Consultado em 19 de dezembro de 2019
2. ↑  «Census of India 2001: Data from the 2001 Census, including cities, villages and towns  (Provisional)». Census Commission of India. Consultado em 1 de novembro de 2008. Cópia arquivada em 16 de junho de 2004